# Vertriebenenverband

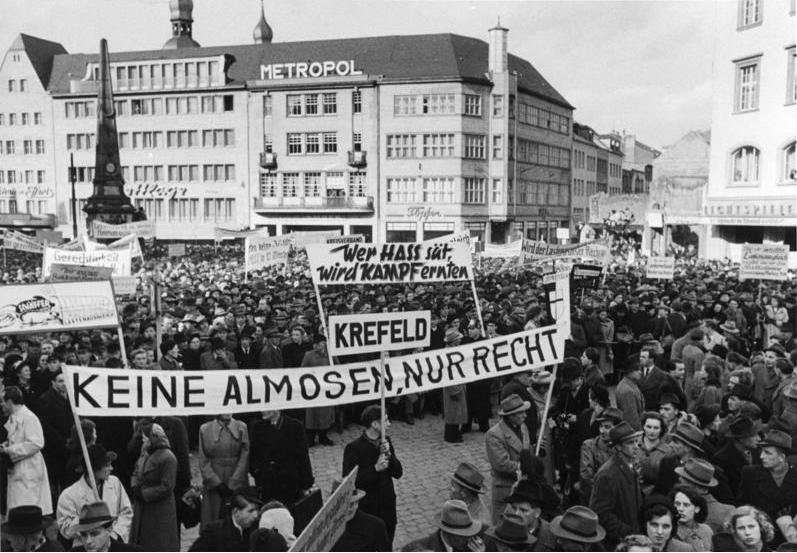
Demonstration von Vertriebenenverbänden in Bonn (1951)

Als Vertriebenenverbände werden Verbände bezeichnet, die die Interessen von Personen vertreten, die aufgrund von erzwungener Flucht oder Vertreibung ihre Heimat verlassen mussten. Auch Nachkommen von Vertriebenen und Nicht-Betroffene können Mitglied der Verbände werden.
Eine Landsmannschaft der deutschsprachigen Heimatvertriebenen hat nichts mit der Studentenverbindung Landsmannschaft zu tun.

## Nationales
Zunächst nur auf kommunaler Ebene aktiv, bildeten sie ab Sommer 1948, nachdem das Koalitionsverbot der britischen und französischen Besatzungsmacht gelockert und schließlich aufgehoben wurde, überregionale Zusammenschlüsse. Die erste regionale Vereinigung bildet die „Notgemeinschaft der Ostdeutschen“, die bereits Anfang Juni 1945 gegründet wird. Die Vertriebenenverbände sind im deutschen Dachverband Bund der Vertriebenen (BdV) bzw. im österreichischen Verband der deutschen altösterreichischen Landsmannschaften in Österreich (VLÖ) organisiert.

### Deutschland
- Bessarabiendeutscher Verein
- Landsmannschaft Ostpreußen

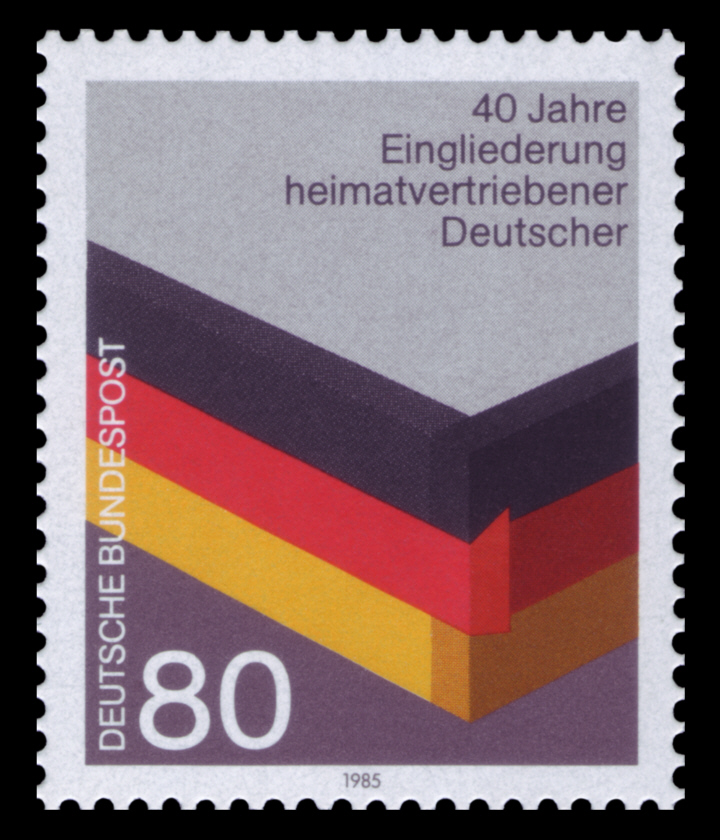
Briefmarken-Jahrgang 1985 der Deutschen Bundespost

- Junge Landsmannschaft Ostdeutschland (JLO, ehem. Jugendorganisation der LMS Ostpreußen)
- Landsmannschaft Schlesien
- Deutsch-Baltische Landsmannschaft
- Deutscher Böhmerwaldbund e. V.
- Landsmannschaft der Banater Schwaben e. V.
- Landsmannschaft Berlin-Mark Brandenburg
- Landsmannschaft der Bessarabiendeutschen e. V.
- Landsmannschaft der Buchenlanddeutschen (Bukowina) e. V.
- Bund der Danziger e. V.
- Landsmannschaft der Dobrudscha- und Bulgariendeutschen
- Landsmannschaft der Donauschwaben, Bundesverband e. V.
- Karpatendeutsche Landsmannschaft Slowakei e. V.
- Landsmannschaft der Deutschen aus Litauen e. V.
- Landsmannschaft Mecklenburg e. V.
- Landsmannschaft der Oberschlesier e. V. – Bundesverband –
- Pommersche Landsmannschaft – Zentralverband – e. V.
- Landsmannschaft der Deutschen aus Russland e. V.
- Landsmannschaft der Sathmarer Schwaben in der Bundesrepublik Deutschland e. V.
- Landsmannschaft der Siebenbürger Sachsen in Deutschland e. V. (Verband der Siebenbürger Sachsen in Deutschland e. V.)
- Sudetendeutsche Landsmannschaft Bundesverband e. V.
- Landsmannschaft der Deutschen aus Ungarn
- Landsmannschaft Weichsel-Warthe Bundesverband e. V.
- Landsmannschaft Westpreußen e. V.

### Österreich

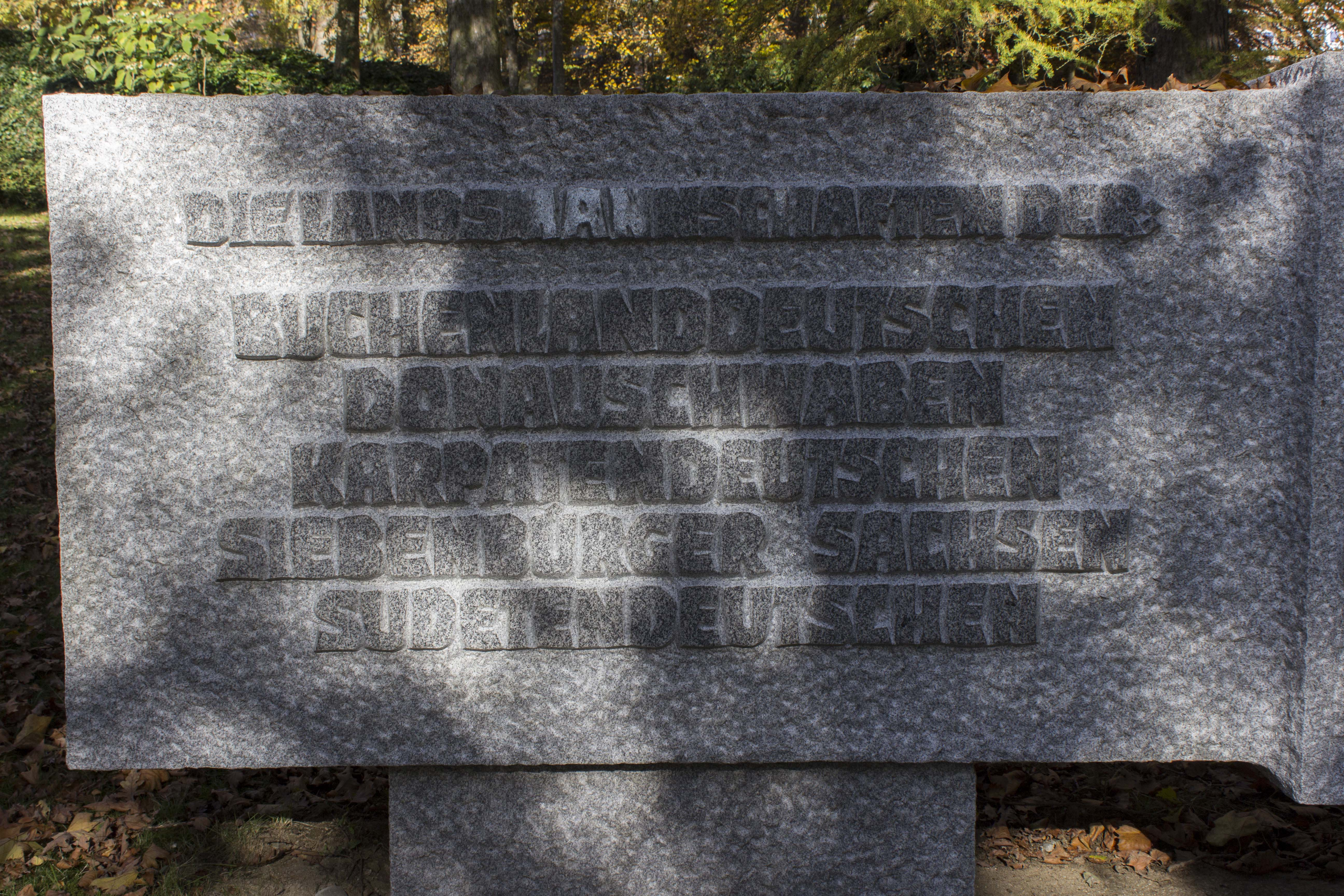
Vertriebenendenkmal auf dem Pöstlingberg in Linz

- Sudetendeutsche Landsmannschaft in Österreich
- Donauschwäbische Arbeitsgemeinschaft
- Bundesverband der Siebenbürger Sachsen in Österreich
- Landsmannschaft der Buchenlanddeutschen in Österreich
- Verband der Banater Schwaben Österreichs
- Landsmannschaft der Deutsch-Untersteirer in Österreich
- Karpatendeutsche Landsmannschaft in Österreich
- Österreichischer Heimatbund Beskidenland

### Bosnien und Herzegowina
Nach den Balkankriegen haben sich zahlreiche Vertriebenenverbände gegründet. Diese waren in der Koalition für Rückkehr organisiert.